# Ashton Productions
Die Ashton Productions, Inc. war eine US-amerikanische Filmproduktionsgesellschaft. 
Abnehmer der von Walter Mirisch geführten Produktionsfirma war die United Artists. Unter der Regie von Anthony Mann entstand zunächst Der Mann aus dem Westen (1958), ein Western in CinemaScope, der ganz auf den Hauptdarsteller Gary Cooper zugeschnitten war. Danach folgte Billy Wilders Filmkomödie Manche mögen’s heiß (1959) mit Marilyn Monroe, Tony Curtis und Jack Lemmon in den Hauptrollen. Der in Schwarzweiß gedrehte Film war ein enormer Kassenerfolg und wurde für sechs Oscars nominiert.
Beide Filme kamen 1959 in die bundesdeutschen Lichtspielhäuser.